# Dischisma arenarium
Dischisma arenarium är en flenörtsväxtart som beskrevs av Ernst Meyer. Dischisma arenarium ingår i släktet Dischisma och familjen flenörtsväxter. Inga underarter finns listade i Catalogue of Life.